# Songxi, Qingliu
Songxi är en köping i sydöstra Kina. Den ligger i Qingliu härad i staden Sanming i provinsen Fujian, omkring 240 kilometer väster om provinshuvudstaden Fuzhou. Antalet invånare är 15 148. Befolkningen består av 7 330 kvinnor och 7 818 män. Barn under 15 år utgör 17,0 %, vuxna 15-64 år 73 %, och äldre över 65 år 9,0 %.